# Bitwa o Tora Bora
Bitwa o Tora Bora – starcie w Afganistanie w grudniu 2001 roku, podczas pierwszych etapów wojny rozpoczętej przez USA po zamachach z 11 września. Celem operacji wojsk USA oraz ich sojuszników było schwytanie lub zabicie lidera Al-Ka’idy, Usamy ibn Ladina, ukrywającego się w kompleksie jaskiń Tora Bora. Mimo pokonania sił talibów i Al-Ka’idy cel ten nie został zrealizowany.

## Tora Bora
Tora Bora (ps.: توره بوره, czarny pył) jest kompleksem jaskiń, położonych w górach Safed Koh (Biała góra) we wschodnim Afganistanie, w pobliżu Przełęczy Chajberskiej.
W 2001 roku podejrzewano, że kompleks jest użytkowany przez al-Kaidę, która wykorzystuje go jako swoją główną siedzibę. Tora Bora opisywany był jako wielopiętrowy kompleks jaskiń, w których wykorzystuje się górskie strumienie, pełniące role elektrowni wodnych wytwarzających prąd. Głębsze rejony jaskiń traktowane są jako poziomy mieszkalne, zdolne schronić ponad 1000 osób. Jaskinie miały zawierać również duże ilości amunicji, głównie pocisków pozostawionych tam w latach osiemdziesiątych.
Kompleks, który był używany jako baza przez al-Kaidę w 2001 roku, pierwotnie był naturalnym systemem jaskiń. Dopiero budowa umocnień, bunkrów oraz pogłębienie jaskiń z pomocą CIA na początku lat osiemdziesiątych (Operacja Cyclone) w celu wykorzystania go przez Mudżahedinów podczas radzieckiej interwencji w Afganistanie, nadała mu w pełni militarny charakter. We wcześniejszych okresach, teren ten był wykorzystany podczas walk plemiennych, jako łatwy w obronie.

## Bitwa
Pod koniec inwazji na Afganistan, bojownicy al-Kaidy wciąż kontrolowali teren na którym znajdowała się Tora Bora. Antytalibskie milicje plemienne prowadziły kampanie w tym trudnym terenie, razem z amerykańskimi i brytyjskimi siłami specjalnymi przy wsparciu lotnictwa koalicji.
W obliczu klęski i niechęci do walki z muzułmanami, Al-Kaida wynegocjowała z lokalnym dowódcą milicji czasowe zawieszenie broni. Dowódcy pasztuńscy otaczający oddziały al-Kaidy wyznaczyli termin poddania się terrorystów na 12 grudnia o 8 rano. Jednakże termin ten nie został dotrzymany. Prowadzone rozmowy w sprawie warunków kapitulacji skończyły się fiaskiem. Bojownicy al-Kaidy zażądali, aby ich kapitulacja była prowadzona pod nadzorem ONZ i dyplomatów z państw, z których pochodzą (bojownicy pochodzili głównie z krajów muzułmańskich). Warunki te zostały odrzucone. ONZ poinformowało, iż nie posiada w Afganistanie odpowiedniej liczby personelu do nadzorowania kapitulacji. Obecnie przyjmuje się, że rozejm mógł być podstępem, umożliwiającym ucieczkę niektórym przywódcom talibów.
Dnia 12 grudnia walki wybuchły ponownie rozpoczęte przez tylną straż talibów, kupującą czas potrzebny głównym siłom na ucieczkę poprzez góry do plemiennych obszarów Pakistanu. Po raz kolejny, milicje plemienne wspierane przez siły USA oraz lotnictwo rozpoczęły natarcie na jaskinie i bunkry rozrzucone na całym górzystym rejonie. Dwunastu brytyjskich komandosów z SBS oraz jeden z 18 regimentu łączności towarzyszyło wojskom USA w ataku na Tora Bora.
W operacji miały brać udział również niemieckie oddziały specjalne KSK (niem. Kommando Spezialkräfte). Odpowiedzialne były za ochronę flank na zboczach Tora Bora oraz prowadzenie misji rozpoznawczych.
17 grudnia ostatnia jaskinia została zdobyta. Nie odnaleziono rozległych „podziemnych twierdz”, jedynie niewielkie bunkry i placówki oraz kilka drobnych obozów szkoleniowych.
Obszar bitwy przeczesywany był przez amerykańskie siły zbrojne do stycznia 2002 roku, jednakże nie odnaleziono śladów Usamy ibn Ladina ani przywódców al-Kaidy. Prawdopodobnie przywódcy wymknęli się z Tora Bora i prowadzeni przez przewodników przekradli się na terytoria plemienne, po pakistańskiej stronie granicy. Pojawiły się także doniesienia o sprzecznych danych wywiadu na temat obecności bin Ladena podczas bitwy w Tora Bora, w tym czasie miał on już przebywać na terytorium Pakistanu.
Wielu wrogich bojowników wykorzystując trudny teren umknęło na tereny plemienne południowego i wschodniego Pakistanu. Szacuje się, że około 200 bojowników al-Kaidy zginęło w walkach, wraz z nieznaną liczbą zabitych w milicji antytalibskiej. Nie odnotowano zabitych wśród wojsk koalicji.

## Niepowodzenie operacji
Były dowódca Delta Force, który był obecny na Tora Bora, używający pseudonimu Dalton Fury, opisał w książce trzy powody umożliwiające ucieczkę bin Ladenowi. Są to:
- Zbyt duże zaufanie USA co do skuteczności zablokowania granicy przez Pakistan,
- Odmowna decyzja sojuszników z NATO w sprawie użycia bomb kasetowych (CBU-89), umożliwiających zatrzymanie bin Ladena oraz jego sił wewnątrz obszaru Tora Bora,
- Powierzenie rodzimym afgańskim siłom zbrojnym zadania walk z siłami Talibów.

Dodatkowo afgańskie siły miały zazwyczaj przerywać walkę z okazji Ramadanu, umożliwiając tym samym bojownikom al-Kaidy szansę na przegrupowanie lub ucieczkę.
Według Daltona Fury bin Laden uciekł do Pakistanu w dniu lub około 16 grudnia 2001 roku.

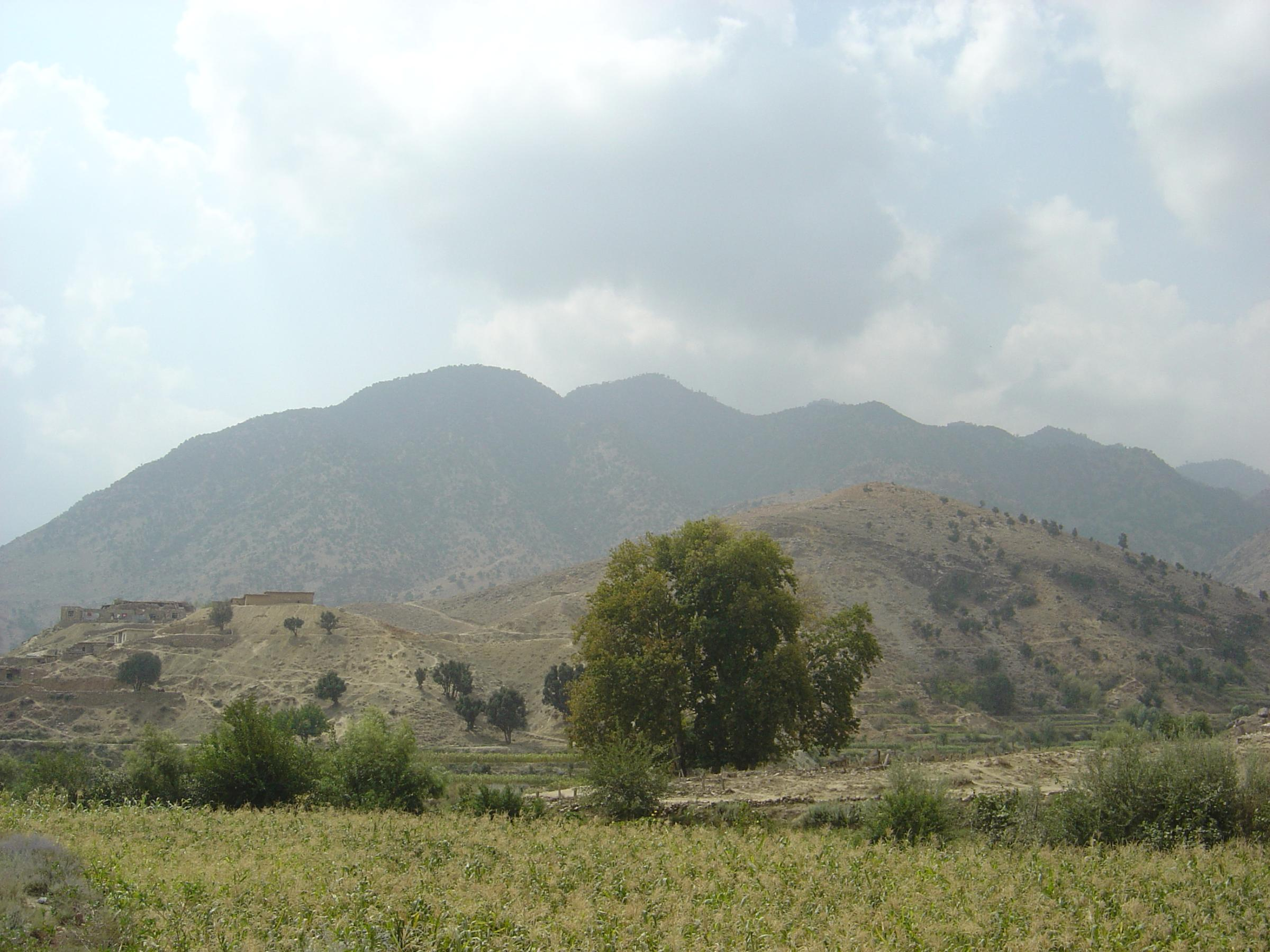
Pasmo górskie Safed Koh, w których znajduje się kompleks jaskiń Tora Bora

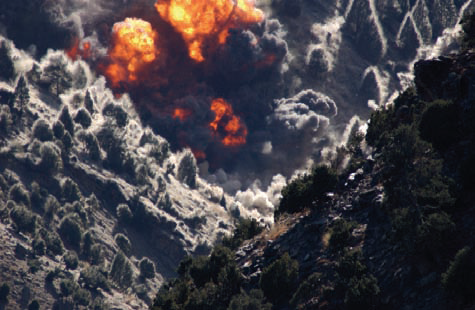
Bombardowane Tora Bora

Delta Force oraz paramilitarne oddziały CIA pojawiły się w okolicy Tora Bora po pierwszych doniesieniach o możliwym przybywaniu bin Ladena na tym obszarze. Delta Force zaproponował przeprowadzenie operacji, mającej na celu zabicie bin Ladena, poprzez atak przeprowadzony z zaskoczenia na domniemane miejsce pobytu Saudyjczyka. Propozycja ta została jednak odrzucona przez niezidentyfikowanych wyższych urzędników z nieznanych powodów. Następnie zespół Delta Force zaproponował zaminowanie za pomocą bomb kasetowych wejść wiodących do Tora Bora, propozycja ta została również odrzucona.
Przymusowe podejście do bazy Al-Kaidy od frontu zmusiło oddział do pozostania w odległości ok. 1800 m od domniemanej pozycji bin Ladena. Niepewność co do liczebności wroga, jak i brak wsparcia ze strony afgańskich wojsk, zmusiły oddział do wycofania się.
Jakiś czas później, afgańskie siły zbrojne ogłosiły zawieszenie broni z al-Kaidą. Gdy zespół Delta Force miał ponownie wyruszyć w góry, afgańscy żołnierze zwrócili broń w stronę amerykańskich żołnierzy. Dopiero po dwunastu godzinach negocjacji doszło do porumienienia z Afgańczykami, w tym czasie Usama ibn Ladin oraz jego ochroniarze zyskali cenny czas na zmianę położenia.
Jednakże udało się zaobserwować kogoś podobnego do bin Ladena wchodzącego do jaskini, w licznym towarzystwie ochroniarzy. Oddział Daltona Fury wezwał lotnictwo, aby zbombardowało jaskinię. W tym czasie żołnierze Delta Force uwierzyli, że zabili bin Ladena. Sześć miesięcy później, wojska Stanów Zjednoczonych i Kanady powróciły i sprawdziło kilka jaskiń, które były celem lotnictwa. Znaleziono ciała bojowników al-Kaidy, wśród nich nie było ciała Usamy ibn Ladina.

## Guantanamo
Władze USA podejrzewają kilkudziesięciu więźniów Guantanamo o uczestnictwo w bitwie, obecność podczas bitwy, czy też przebywanie na obszarze przed lub po bitwie.
Jemeński lekarz, Ayman Saeed Abdullah Batarfi, w swoich zeznaniach opisał warunki w Tora Bora. Według niego cała broń zmagazynowana w jaskiniach wyniosła 16 karabinków AK, liczebność sił al-Kaidy ocenił na 200 osób. Podczas jego pobytu w kompleksie z jednodniową wizytą przybył Usama ibn Ladin. Jego spotkanie z bin Ladenem trwało około 10 minut. Saudyjczyk nie mógł przebywać w tym samym miejscu dłużej niż 45 minut, w obawie przed ostrzałem rakietowym USA.

## Następstwa
Po upadku Tora Bora, USA, Wielka Brytania oraz siły afgańskie rozpoczęły umacnianie swojej pozycji w kraju. Loja Dżirga powołała na stanowisko przewodniczącego tymczasowego rządu afgańskiego w Kabulu, Hamida Karzaja. Amerykańskie siły ustanowiły swoją główną bazę w Bazie lotniczej Bagram, na północ od Kabulu. Port lotniczy Kandahar również stał się ważnym obszarem dla wojsk USA. Kilka placówek zostało utworzonych we wschodnich prowincjach, w celu pojmania zbiegłych talibów oraz bojowników al-Kaidy.
Liczba amerykańskich żołnierzy działających w kraju ostatecznie wzrosła do ponad 10 000. Tymczasem, talibowie oraz al-Kaida nie zrezygnowała z walki. Siły al-Kaidy rozpoczęły przegrupowywać w górach prowincji Paktija, na przełomie stycznia i lutego 2002 roku. Liczebność sił rebeliantów na początku Operacji Anakonda w marcu 2002 roku, wyniosła ok. 1000 osób. Intencją powstańców jest prowadzenie walk partyzanckich, podobnych do tych, jakie prowadzili Mudżahedini w latach osiemdziesiątych.